# Декартово замкнута категорія
Декартово замкнуті категорії — тип категорій у математиці у яких, грубо кажучи, кожен морфізм заданий на добутку двох об'єктів можна природно ідентифікувати із морфізмом на одному із множників. Декартово замкнуті категорії особливо широко використовуються у математичній логіці і програмуванні.
З точки зору програмування декартово замкнуті категорії реалізують інкапсуляції аргументів функцій — кожен аргумент представляється об'єктом категорії і використовується як чорний ящик. Разом з тим виразності декартово замкнутих категорій цілком достатньо, щоб оперувати з функціями способом, прийнятим в λ-численні. Це робить їх природними категорного моделями типізованого λ-числення.

## Означення
Категорія C називається декартово замкнутою, якщо вона задовольняє трьом умовам:
- У C є термінальний об'єкт;
- Будь-які два об'єкти X, Y в C мають добуток X × Y;
- Для будь-яких двох об'єктів Y і Z у C існує експоненційний об'єкт ZY.

Категорія, така, що для будь-якого її об'єкта категорія об'єктів над ним є декартово замкнутою, називається локально декартово замкнутою.

## Приклади декартово замкнутих категорій
- Категорія множин природним чином є декартово замкнутою категорією, оскільки функції з однієї множини в іншу утворюють множину і, отже, є об'єктом. Також в ній існують декартові добутки і термінальний об'єкт — синґлетон.

- Якщо G є групою, то категорія всіх G-множин є декартово замкнутою. Якщо Y і Z є G-множинами, то ZY є множиною всіх функцій із Y у Z із дією G заданою як (g.F)(y) = g.(F(g−1.y)) для всіх g у G, F:Y → Z і y у Y.

- Категорія всіх скінченних G-множин також є декартово замкнутою.

- Категорія Cat всіх малих категорій (і функторів, як морфізмів) є декартово замкнутою; експоненціалом CD є категорія функторів з D у C з натуральними перетвореннями, як морфізмами. Також існує категорія добутку і термінальний об'єкт — категорія 1 з одного об'єкта і одного морфізма.

- Елементарний топос є декартово замкнутою категорією за означенням.

- Категорія топологічних просторів із неперервними відображеннями і категорія гладких многовидів із гладкими відображеннями не є декартово замкнутими. Прикладами декартово замкнутих категорій у топології є категорія компактно породжених гаусдорфових просторів і просторів Фролішера.

- Алгебра Гейтінга також є стандартним прикладом декартово замкнутої категорії. Оскільки булева алгебра є її окремим випадком, вона теж завжди декартово замкнутою.

## Основні побудови

### Оцінювання
Згідно означення експоненційного об'єкта для об'єктів Z і Y існує морфізм оцінювання:
{\displaystyle \mathrm {ev} _{Y,Z}:Z^{Y}\times Y\to Z}.
Зокрема для категорії множин цей морфізм має стандартний вигляд:
{\displaystyle \mathrm {ev} _{Y,Z}(f,y)=f(y).}
Більш загально можна побудувати часткове відображення:
{\displaystyle \mathrm {papply} _{X,Y,Z}:Z^{X\times Y}\times X\cong (Z^{Y})^{X}\times X{\xrightarrow {\mathrm {ev} _{X,Z^{Y}}}}Z^{Y}.}

### Композиція
Нехай дано морфізм p : X → Y між двома об'єктами декартово замкнутої категорії. Тоді можна отримати також важливі морфізми між експоненційними об'єктами:
{\displaystyle p^{Z}:X^{Z}\to Y^{Z},}
{\displaystyle Z^{p}:Z^{Y}\to Z^{X}.}
Для означення першого розглянемо експоненційні відображення і морфізми оцінювання: {\displaystyle \mathrm {ev} _{Z,X}:X^{Z}\times Z\to X} і {\displaystyle \mathrm {ev} _{Z,Y}:Y^{Z}\times Z\to Y.} Тоді також одержується морфізм {\displaystyle g\circ \mathrm {ev} _{Z,X}:X^{Z}\times Z\to Y} і з універсальної властивості експоненційних об'єктів існує єдиний морфізм {\displaystyle p^{Z}:X^{Z}\to Y^{Z},} що задовольняє додаткові умови комутативності діаграм.
У другому випадку розглядаються функтори {\displaystyle \mathrm {ev} _{X,Z}:Z^{X}\times X\to Z} і {\displaystyle \mathrm {ev} _{Y,Z}:Z^{Y}\times Y\to Z.} Другий функтор одержується через функтор {\displaystyle id\times g\circ \mathrm {ev} _{Y,Z}:Z^{Y}\times X\to Z.} Згідно із універсальної властивості експоненційних об'єктів існує єдиний морфізм {\displaystyle Z^{p}:Z^{Y}\to Z^{X},} що задовольняє додаткові умови комутативності діаграм.
Для pZ також використовують позначення p* і p∘-, для Zp також p* і -∘p.
Для морфізмів оцінки можна отримати композицію
{\displaystyle Z^{Y}\times Y^{X}\times X{\xrightarrow {\mathrm {id} \times \mathrm {ev} _{X,Y}}}Z^{Y}\times Y{\xrightarrow {\mathrm {ev} _{Y,Z}}}Z.}
Із універсальної властивості експоненційного об'єкта звідси одержується морфізм
{\displaystyle c_{X,Y,Z}:Z^{Y}\times Y^{X}\to Z^{X}}
який називається відображенням композиції.
Для категорії множин таким чином одержується звичайна композиція відображень:
{\displaystyle c_{X,Y,Z}(g,f)=g\circ f.}

### Перетини
Для морфізма p:X  → Y, припустимо, що існує розшарований добуток:
{\displaystyle {\begin{array}{ccc}\Gamma _{Y}(p)&\to &X^{Y}\\\downarrow &&\downarrow \\1&\to &Y^{Y}\end{array}}}
де стрілка справа є pY а стрілка знизу відповідає одиничному морфізму на Y. Тоді ΓY(p) називається об'єктом перетинів p. Він часто також позначається ΓY(X).
Якщо ΓY(p) існує для всіх морфізмів p у Y, то можна ввести функтор ΓY : C/Y → C, що є правим спряженим до функтора добутків:
{\displaystyle \hom _{C/Y}(X\times Y{\xrightarrow {\pi _{2}}}Y,Z{\xrightarrow {p}}Y)\cong \hom _{C}(X,\Gamma _{Y}(p)).}
Експоненційний об'єкт можна також записати як:
{\displaystyle Z^{Y}\cong \Gamma _{Y}(Z\times Y{\xrightarrow {\pi _{2}}}Y).}

## Застосування
У декартово замкнутій категорії «функція двох змінних» (морфізм f: X×Y → Z) завжди може бути представлена як «функція однієї змінної» (морфізм λf : X → ZY). У програмуванні ця операція відома як каррінг; це дозволяє інтерпретувати просто типізоване лямбда-числення в будь-якій декартово замкнутій категорії. Декартово замкнуті категорії є категорною моделлю для типізованого {\displaystyle \lambda }-числення і комбінаторної логіки.
Відповідність Каррі —  Ховарда надає ізоморфізм між інтуїціоністською логікою, просто типізованим лямбда-численням і декартово замкнутими категоріями. Певні декартово замкнуті категорії (топоси) пропонувалися як основні об'єкти альтернативних основ математики замість традиційної теорії множин.